# J·P·托克托
让-皮埃尔“J. P.”托克托（法語：Jean-Pierre "J. P." Tokoto，1993年9月15日—），美国职业篮球运动员，大学时期效力于北卡羅萊納大學，于2015年NBA选秀上被费城76人以次轮总第58顺位选中。

## 大学生涯
在托克托的首个大学赛季，他场均只能贡献2.6分和1.7个篮板球。在一场北卡罗莱纳大学主场对阵邁阿密大學的比赛中，托克托上场12分钟就贡献了4次抢断。在托克托的大二赛季，他入选了ACC赛区的最佳防守阵容，55次抢断在球队中领跑，103次助攻能在球队排到第二位。在托克托的大三赛季，他场均能贡献8.6分、5.3个篮板球和4.3次助攻。在2014年12月30日北卡罗莱纳大学对阵威廉&玛丽学院的比赛中，托克托贡献19分和10个篮板球，双双刷新赛季记录。在该赛季NCAA锦标赛期间，托克托场均能贡献8分和5次助攻，场均5次助攻也是全队最高。

## 职业生涯
2015年4月8日，托克托宣布放弃最后一年的大学学业，参加2015年NBA选秀。6月27日，他在2015年NBA选秀上以次轮总第58顺位被费城76人选中。

## 个人生活
托克托同名的爷爷是一名喀麦隆足球运动员，曾效力于巴黎圣日耳曼，并代表喀麦隆国家队出战过1982年的世界杯。